# Пјеве Санто Стефано
Пјеве Санто Стефано (итал. Pieve Santo Stefano) је насеље у Италији у округу Арецо, региону Тоскана.
Према процени из 2011. у насељу је живело 2228 становника. Насеље се налази на надморској висини од 433 м.

## Становништво
Према резултатима пописа становништва 2011. у општини је живело 3.190 становника.
| 1931. | 1936. | 1951. | 1961. | 1971. | 1981. | 1991. | 2001. | 2011. |
| ----- | ----- | ----- | ----- | ----- | ----- | ----- | ----- | ----- |
| 5.982 | 5.978 | 5.678 | 5.197 | 4.226 | 3.578 | 3.338 | 3.316 | 3.190 |